# Sigeric II
Pour les articles homonymes, voir Sigeric.
Sigeric (II) est un roi d'Essex du IXe siècle.

## Biographie
Il n'est connu que par une charte datée entre 829 et 837, signée par un Sigric rex Orientalium Saxonum, par laquelle l'évêque de Londres Ceolberht baille des terres dans l'actuel Hertfordshire à un certain Sigric minister (« serviteur ») du roi Wiglaf de Mercie. Ces deux Sigric sont probablement une seule et même personne. L'étendue exacte de son pouvoir est incertaine : il est possible qu'il n'ait pas régné sur la totalité de l'Essex, soumis à Ecgberht de Wessex depuis 825, mais seulement sur le Middlesex et le Hertfordshire.
Son nom suggère qu'il est parent des rois Sigeric Ier et Sigered.